# Seth Carlo Chandler
Seth Carlo Chandler, Jr. (ur. 16 września 1846 w Bostonie, zm. 31 grudnia 1913 w Wellesley Hills) – amerykański astronom. Odkrył okresowe ruchy osi ziemskiej obecnie znane jako chybotanie Chandlera. Wniósł także ważny wkład w dziedzinie badań nad gwiazdami zmiennymi, zajmował się obliczaniem orbit planetoid i komet, a także niezależnie odkrył gwiazdę nową T Coronae Borealis. Był redaktorem naczelnym czasopisma „The Astronomical Journal” oraz autorem ponad 200 prac naukowych.

## Życiorys
W młodości wykazywał uzdolnienia w dziedzinie matematyki i mechaniki. W 1861 roku ukończył bostońską szkołę średnią English High School. Na ostatnim roku tej szkoły pracował na pół etatu jako asystent Benjamina Peirce’a z Harvard College Observatory, zajmując się obliczeniami matematycznymi. Nie miał wykształcenia astronomicznego ani fizycznego, jednak był utalentowanym obserwatorem i wyjątkowo znał się na wykonywaniu różnego rodzaju obliczeń.
Na początku 1862 roku został asystentem Benjamina Goulda i był z nim blisko związany w pracy naukowej przez wiele kolejnych lat. Gould pracował dla U.S. Coast Survey zajmując się opracowywaniem ulepszonych astronomicznych metod określania długości geograficznej. W 1864 roku Chandler również został zatrudniony przez tę instytucję i pracował dla niej przez następne sześć lat – jako pomocnik, prowadził obserwacje astronomiczne i obliczenia. Brał udział w określaniu długości geograficznej Calais (Maine) i Nowego Orleanu, uczył się najnowszych metod obliczeniowych, doskonalił umiejętności obserwacyjne oraz poznawał najnowsze instrumenty pomiarowe. Odmówił wyjazdu z Gouldem do Argentyny w 1869 roku, gdyż wkrótce miał się pobrać.
Po wyjeździe Goulda postanowił porzucić na jakiś czas działalność naukową i zatrudnił się na lukratywnym stanowisku aktuariusza w firmie ubezpieczeniowej, musiał się jednak przeprowadzić do Nowego Jorku. 20 października 1870 roku ożenił się z Caroline Margaret Herman. Sześć lat później zmienił pracodawcę i wrócił wraz z rodziną do Bostonu.
Jego sytuacja finansowa polepszyła się na tyle, że postanowił znów poświęcić się pracy naukowej. W 1881 roku osiadł w Cambridge w pobliżu Harvard College Observatory, gdzie zatrudnił się i prowadził badania jako niezależny astronom. Opublikował m.in. trzy katalogi gwiazd zmiennych – w 1888 (225 gwiazd), 1893 (260 gwiazd) i 1896 roku (393 gwiazdy). Pracował jako zastępca redaktora naczelnego czasopisma „The Astronomical Journal”, a po śmierci Goulda w 1896 roku sam został redaktorem naczelnym i pracował na tym stanowisku aż do 1909 roku. Gdy czasopismo popadło w kłopoty finansowe, wspomógł je ze swoich własnych funduszy. W 1904 roku przeprowadził się do Wellesley Hills, gdzie 31 grudnia 1913 roku zmarł po krótkiej chorobie płuc.
Miał siedem córek.

## Nagrody i wyróżnienia
- Członkostwo w National Academy of Sciences (1888)[3]
- Członkostwo w American Academy of Arts and Sciences[1]
- Członkostwo w brytyjskim Królewskim Towarzystwie Astronomicznym i niemieckim Astronomische Gesellschaft[1]
- Medal Jamesa Craiga Watsona (1894)[3]
- Złoty Medal Królewskiego Towarzystwa Astronomicznego (1896)[4]
- Na jego cześć nazwano krater na Księżycu[5].